# Fredo Bang
Fredrick Dewon Thomas Givens II (Baton Rouge, 29 de março de 1996), conhecido profissionalmente como Fredo Bang, é um rapper americano de Baton Rouge, Louisiana. Ele é mais conhecido por suas faixas "Oouuh" e "Top" (com participação de Lil Durk). Em abril de 2020, ele lançou seu primeiro álbum de estúdio, Most Hated, através da Se Lavi Productions e Def Jam Recordings.

## Infância
Givens nasceu em 29 de março de 1996, em Baton Rouge, Louisiana. Givens cresceu perto dos rappers Krazy Trey e Da Real Gee Money, ambos vítimas de homicídio em 2014 e 2017, respectivamente.

## Carreira
Givens ganhou reconhecimento após o lançamento de seu single "Oouuh" em julho de 2018. Seus vídeos mais vistos são "Top", "Father", Oouuh "e" Trust Issues ", todos alcançando mais de 20 milhões de visualizações no YouTube.
Em janeiro de 2020, ele participou da faixa "Spin on Em" de Moneybagg Yo, que recebeu um videoclipe em maio de 2020. O álbum foi produzido pelos produtores favoritos de Fredo Bang e afiliados próximos, DJ Chose e Hardbody B-Eazy. Em abril de 2020, ele lançou seu primeiro álbum de estúdio, Most Hated, que alcançou a posição de número 110 na Billboard 200. Em 25 de setembro de 2020, ele lançou um novo projeto intitulado In the Name of Gee, que alcançou a posição de número 40 na Billboard 200.

## Problemas legais
Em janeiro de 2016, Givens foi preso sob a acusação de tentativa de homicídio de segundo grau. Ele cumpriu dois anos de prisão pela acusação antes de ser libertado em 2018. Ele sai da liberdade condicional em 2023.
Em 22 de julho de 2021, Givens foi preso novamente em Miami por um mandado de fuga da Louisiana. Ele foi preso um dia depois de seu colega artista da Top Boy Gorilla, Lit Yoshi, que foi preso por tentativa de homicídio.

## Vida pessoal
Givens se identifica como espiritual, mas não religioso, embora acredite em um Deus. Ele não tem filhos, mas cuida dos filhos de Gee Money depois que Gee foi assassinado no final de 2017.

## Discografia

### Álbuns de estúdio
| Título     | Detalhes do álbum                                                                                    | Melhor posição nas paradas |
| Título     | Detalhes do álbum                                                                                    | US                         |
| ---------- | --- | -------------------------- |
| Most Hated | - Lançado em: 17 de abril 2020 - Gravadora: Se Lavi, Def Jam - Formatos: Download digital, streaming | 110                        |

### Mixtapes
| Título             | Detalhes da mixtape                                                                                        | Melhor posição nas paradas | Melhor posição nas paradas |
| Título             | Detalhes da mixtape                                                                                        | US                         | US R&B/HH                  |
| ------------------ | --- | -------------------------- | -------------------------- |
| 2 Face Bang        | - Lançado em: 31 de outubro de 2018 - Gravadora: Independente - Formatos: Download digital, streaming      | —                          | —                          |
| Big Ape            | - Lançado em: 19 de abril de 2019 - Gravadora: Independente - Formatos: Download digital, streaming        | —                          | —                          |
| Pain Made Me Numb  | - Lançado em: 22 de novembro de 2019 - Gravadora: Se Lavi, Def Jam - Formatos: Download digital, streaming | —                          | —                          |
| In the Name of Gee | - Lançado em: 25 de setembro de 2020 - Gravadora: Se Lavi, Def Jam - Formatos: Download digital, streaming | 40                         | 22                         |
| Murder Made Me     | - Lançado em: 6 de agosto de 2021 - Gravadora: Se Lavi, Def Jam - Formatos: Download digital, streaming    | 89                         | 50                         |

### Singles
| Título                                | Ano  | Melhor posição nas paradas | Melhor posição nas paradas | Certificações | Álbum              |
| Título                                | Ano  | US Bub.                    | US R&B/HH                  | Certificações | Álbum              |
| ------------------------------------- | ---- | -------------------------- | -------------------------- | ------------- | ------------------ |
| "Oouuh"                               | 2018 | —                          | —                          |               | 2 Face Bang        |
| "Gangsta Talk" (featuring NLE Choppa) | 2019 | —                          | —                          |               | Big Ape            |
| "Face Down"                           | 2019 | —                          | —                          |               | Pain Made Me Numb  |
| "Slidin"                              | 2019 | —                          | —                          |               | Pain Made Me Numb  |
| "Cap a Lot"                           | 2019 | —                          | —                          |               | Pain Made Me Numb  |
| "Vest Up"                             | 2020 | —                          | —                          |               | Most Hated         |
| "Yo Slime"                            | 2020 | —                          | —                          |               | Most Hated         |
| "Trust Issues"                        | 2020 | —                          | —                          |               | Most Hated         |
| "Saucy"                               | 2020 | —                          | —                          |               | Most Hated         |
| "Top" (solo or featuring Lil Durk)    | 2020 | 1                          | 34                         | - RIAA: Ouro  | In the Name of Gee |
| "Bless His Soul" (featuring Polo G)   | 2021 | —                          | —                          |               | Murder Made Me     |